# Bitka za Okinawu
Krvava završnica na Pacifiku.
Nakon gubitka Iwo Jime Japanci su se odlučno spremili za borbe na matičnom otočju. Amerikanci su odlučili prvo zauzeti Okinawu i okolne manje otoke. Japanci su na raspolaganju imali oko 85 000 regularnih vojnika te oko 40 000 pripadnika lokalnih milicija sastavljenih od slabo naoružanih stanovnika otoka. Amerikanci su imali ogromne količine ratnog materijala, aviona, brodova i tenkova. Konačni ishod bitke nikada nije dolazio u pitanje iako suAmerikancima bila potrebna gotovo tri mjeseca (1. travnja - 22. lipnja 1945.) da skrše organizirani otpor, a na otok morali su poslati gotovo pola milijuna vojnika. Dok su na otoku bijesnile borbe, na moru su Japanci kamikazama nanosili žestoke udare američkoj floti (34 potopljena i 386 oštećena broda).
Uz bitku je vezan jedan bizaran događaj. Pri kraju bitke američki zapovjednik general Simon Bolivar Buckner poslao je pismo japanskom zapovjedniku obrane Ushijimi. Pismo je nekako došlo do pećine u kojoj se nalazio japanski stožer. Ushijima i ostali časnici su ga pročitali; bila je to ponuda da se Japanci predaju, uz brojne kićene fraze o tome kako su do sada pokazali veliku hrabrost itd. Malobrojni preživjeli Japanci kasnije su pričali da su svi prisutni zamalo "umrli" od smijeha. To je bilo razumljivo: do careve zapovijedi da se položi oružje niti jedan japanski zapovjednik nije se predao. Ubrzo nakon toga poginuo je general Buckner pogođen krhotinom eksplozije jednog od zadnjih plotuna japanskog topništva. Ushijima je počinio seppuku (ritualno samoubojstvo), a njegov grob Amerikanci su pronašli i na njemu zabili natpis: "Idi u pakao!"
Na otoku je poginulo više od 150 tisuća civila, 100 tisuća japanskih vojnika i 7 tisuća američkih vojnika (34 tisuće ih je ranjeno).
Na moru je život izgubilo još 5 000 američkih mornara, kao i 2 000 pilota kamikaza.